# Cody Garbrandt
Cody Ray Allen Garbrandt (ur. 7 lipca 1991 w Uhrichsville) – amerykański zawodnik mieszanych sztuk walki (MMA), W latach 2016-2017 mistrz organizacji UFC w wadze koguciej.

## Kariera MMA

### Wczesna kariera
Od 15 roku życia trenuje boks. Do 2012 uzyskał bilans 31-1 w amatorskim boksie, zdobywając m.in. dwukrotnie mistrzostwo ABA juniorów. Od 2009 amatorsko startuje w MMA, natomiast zawodowo zadebiutował 29 grudnia 2012 pokonując Charlesa Kessingera przez techniczny nokaut w pierwszej rundzie.  

### UFC
3 stycznia 2015 zadebiutował w Ultimate Fighting Championship na gali UFC 182, wygrywając przed czasem z Marcusem Brimagem. Do sierpnia 2016, stoczył cztery zwycięskie pojedynki, w tym trzy przed czasem, nokautując m.in. Takeye Mizugakiego, po czym otrzymał szansę walki o mistrzostwo wagi koguciej z Dominicka Cruza, do której doszło 30 grudnia 2016 na gali UFC 207. Garbrandt nieoczekiwanie pokonał obrońcę tytułu, jednogłośnie na punkty i został nowym mistrzem. 
Na gali UFC 217 został pokonany przez T.J. Dillashawa przez nokaut w drugiej rundzie, tracąc tym samym pas mistrza wagi koguciej.
6 czerwca 2020 podczas gali UFC 250 spektakularnie znokautował Raphaela Assuncao na sekundę przed zakończeniem drugiej rundy. Po walce został nagrodzony przez organizację dodatkowym bonusem za występ wieczoru.
9 lipca 2022 na UFC on ESPN 39 miał zmierzyć się z Rani Yahyą, jednak Brazylijczyk wycofał się w połowie czerwca z powodu kontuzji szyi. Walka została przełożona na przypadającą 1 października 2022 galę UFC Fight Night 211. W późniejszym czasie Yahya wycofał się ponownie w połowie września z nieznanych przyczyn.
Podczas gali UFC 285 w dniu 4 marca 2023 miał zmierzyć się z Julio Arce, jednak rywal wycofał się pod koniec stycznia z powodu kontuzji kolana i został zastąpiony przez Trevina Jonesa. Garbrandt powrócił na zwycięskie tory po prawie trzech latach, zwyciężając jednogłośną decyzją sędziów.
16 grudnia 2023 na UFC 296 zmierzył się z Brianem Kelleherem. Wygrał walkę przez nokaut w pierwszej rundzie.
13 kwietnia 2024 roku na jubileuszowej gali UFC 300 w Las Vegas stoczył walkę z byłym mistrzem UFC wagi muszej, Deivesonem Figueiredo. Przegrał przez poddanie w drugiej rundzie. 
Ponad rok później, podczas gali UFC on ESPN: Usman vs. Buckley w Atlancie, zmierzył się z Raonim Barcelosem. 

## Osiągnięcia i nagrody

### Mieszane sztuki walki
- Ultimate Fighting Championship
  - 2016–2017: mistrz UFC w wadze koguciej[11][12]

- MMAJunkie.com
  - 2020: Nokaut miesiąca czerwiec vs. Raphael Assunção[27]
- Pundit Arena
  - 2017: Walka roku vs. T.J. Dillashaw[28]
- MMADNA.nl
  - 2016: Wschodząca Gwiazda Roku[29]
- World MMA Awards
  - 2016: Przełomowy zawodnik roku[30]

### Zapasy
- Krajowe Stowarzyszenie Trenerów Szkół Średnich
  - 2008: NHSCA Drugie wicemistrzostwo kraju z Ohio

- Ohio High School Athletic Association
  - 2007: Mistrz stanu OHSAA w wadze112 funtów z Claymont High School
  - 2008: Wicemistrz stanu OHSAA w wadze 119 funtów z Claymont High School

## Lista zawodowych walk w MMA
| Wynik     | Bilans | Przeciwnik (bilans przed walką) | Rozstrzygnięcie                | Runda | Czas | Rozgrywki                                  | Data       | Miejsce     | Uwagi                                                                               |
| --------- | ------ | ------------------------------- | ------------------------------ | ----- | ---- | ------------------------------------------ | ---------- | ----------- | ----------------------------------------------------------------------------------- |
| Przegrana | 14-7   | Raoni Barcelos (19-5)           | Decyzja (jednogłośna)          | 3     | 5:00 | UFC on ESPN: Usman vs. Buckley             | 14.06.2025 | Atlanta     |                                                                                     |
| Przegrana | 14-6   | Deiveson Figueiredo (22-3-1)    | Poddanie (duszenie zza pleców) | 2     | 4:02 | UFC 300                                    | 13.04.2024 | Las Vegas   |                                                                                     |
| Wygrana   | 14-5   | Brian Kelleher (24-14)          | KO (prawy sierpowy)            | 1     | 3:42 | UFC 296                                    | 16.12.2023 | Las Vegas   |                                                                                     |
| Wygrana   | 13-5   | Trevin Jones (13-9)             | Decyzja (jednogłośna)          | 3     | 5:00 | UFC 285                                    | 04.03.2023 | Las Vegas   |                                                                                     |
| Przegrana | 12-5   | Kai Kara-France (22-9)          | TKO (ciosy)                    | 1     | 3:21 | UFC 269                                    | 11.12.2021 | Las Vegas   | Debiut w wadze muszej.                                                              |
| Przegrana | 12-4   | Rob Font (18-4)                 | Decyzja (jednogłośna)          | 5     | 5:00 | UFC Fight Night: Font vs. Garbrandt        | 22.05.2021 | Las Vegas   | Main Event                                                                          |
| Wygrana   | 12-3   | Raphael Assunção (26-7)         | KO (prawy sierpowy)            | 2     | 4:59 | UFC 250                                    | 06.06.2020 | Las Vegas   | Bonus za występ wieczoru. Co-Main Event                                             |
| Przegrana | 11-3   | Pedro Munhoz (17-3)             | TKO (ciosy)                    | 1     | 4:51 | UFC 235                                    | 02.03.2019 | Las Vegas   | Bonus za walkę wieczoru.                                                            |
| Przegrana | 11-2   | T.J. Dillashaw (15-3)           | KO (kolano i ciosy pięściami)  | 1     | 4:10 | UFC 227                                    | 04.08.2018 | Los Angeles | Pojedynek o pas mistrzowski UFC w wadze koguciej. Main Event                        |
| Przegrana | 11-1   | T.J. Dillashaw (14-3)           | TKO (ciosy pięściami)          | 2     | 2:41 | UFC 217                                    | 04.11.2017 | Nowy Jork   | Stracił pas mistrzowski UFC w wadze koguciej. Co-Main Event                         |
| Wygrana   | 11-0   | Dominick Cruz (22-1)            | Decyzja (jednogłośna)          | 5     | 5:00 | UFC 207                                    | 30.12.2016 | Las Vegas   | Zdobył pas mistrzowski UFC w wadze koguciej. Bonus za walkę wieczoru. Co-Main Event |
| Wygrana   | 10-0   | Takeya Mizugaki (21-9-2)        | TKO (ciosy pięściami)          | 1     | 0:48 | UFC 202                                    | 20.08.2016 | Las Vegas   |                                                                                     |
| Wygrana   | 9-0    | Thomas Almeida (21-0)           | KO (ciosy pięściami)           | 1     | 2:53 | UFC Fight Night: Almeida vs. Garbrandt     | 29.05.2016 | Las Vegas   | Bonus za występ wieczoru. Main Event                                                |
| Wygrana   | 8-0    | Augusto Mendes (5-0)            | KO (ciosy pięściami)           | 1     | 4:18 | UFC Fight Night: Cowboy vs. Cowboy         | 21.02.2016 | Pittsburgh  | Limit umowny do 64,4 kg. Mendes nie wykonał wagi.                                   |
| Wygrana   | 7-0    | Henry Briones (16-4-1)          | Decyzja (jednogłośna)          | 3     | 5:00 | UFC 189                                    | 11.07.2015 | Las Vegas   |                                                                                     |
| Wygrana   | 6-0    | Marcus Brimage (7-3)            | TKO (ciosy pięściami)          | 3     | 4:50 | UFC 182                                    | 03.01.2015 | Las Vegas   | Debiut w UFC.                                                                       |
| Wygrana   | 5-0    | Charles Stanford (5-2)          | TKO (ciosy pięściami)          | 1     | 1:37 | NAAFS 8                                    | 04.10.2014 | Canton      | Co-Main Event                                                                       |
| Wygrana   | 4-0    | James Porter (7-2)              | TKO (ciosy pięściami)          | 1     | 2:17 | Pinnacle FC: Pittsburgh Challenge Series 7 | 24.05.2014 | Pittsburgh  | Main Event                                                                          |
| Wygrana   | 3-0    | Dominic Mazzotta (3-0)          | TKO (ciosy pięściami)          | 2     | 0:32 | Gladiators of the Cage 4                   | 15.03.2014 | Pittsburgh  | Powrót do wagi koguciej. Main Event                                                 |
| Wygrana   | 2-0    | Shane Manley (2-1)              | KO (ciosy pięściami)           | 1     | 3:57 | Pinnacle FC: Pittsburgh Challenge Series 5 | 27.11.2013 | Canonsburg  | Debiut w wadze piórkowej. Co-Main Event                                             |
| Wygrana   | 1-0    | Charles Kessinger (2-1)         | TKO (ciosy pięściami)          | 1     | 4:11 | Pinnacle FC: Pittsburgh Challenge Series 1 | 29.12.2012 | Canonsburg  |                                                                                     |